# Élections régionales belges de 2024
Les élections régionales belges de 2024 ont lieu le 9 juin 2024 afin d'élire les membres des cinq parlements régionaux et communautaire de Belgique. Elles se déroulent le même jour que les élections fédérales et les élections européennes, et précédent les élections communales et provinciales, qui ont lieu le 13 octobre 2024.

## Sièges à pourvoir
313 sièges ont été pourvus dans les 5 parlements régionaux et/ou communautaires :
- 124 députés au Parlement flamand
- 75 députés au Parlement wallon (siègent aussi au parlement de la Communauté française)
- 89 députés au Parlement bruxellois, dont :
  - 72 au collège francophone (ils élisent 19 parmi eux qui siègent aussi au Parlement de la Communauté française)
  - 17 au collège néerlandophone
- 25 députés au Parlement de la Communauté germanophone de Belgique
- 50 sénateurs sont sélectionnés par la suite parmi les 313 élus, dont 29 néerlandophones (dont un doit siéger au Parlement bruxellois), 20 francophones (10 de la Communauté française dont 3 Bruxellois au minimum ; 8 de la Région wallonne ; 2 de la Région bruxelloise) et 1 germanophone.

## Parlement flamand

### Résultats
|                        |                                                 |           |       |      |        |               |  |
| Parti                  | Parti                                           | Voix      | %     | +/-  | Sièges | +/-           |  |
|                        | Nieuw-Vlaamse Alliantie (N-VA)                  | 1 045 950 | 23,88 | 0,95 | 31     | 4             |  |
|                        | Vlaams Belang (VB)                              | 992 504   | 22,66 | 4,16 | 31     | 8             |  |
|                        | Vooruit                                         | 606 406   | 13,85 | 3,71 | 18     | 6             |  |
|                        | Christen-Democratisch en Vlaams (CD&V)          | 571 137   | 13,04 | 2,36 | 16     | 3             |  |
|                        | Open Vlaamse Liberalen en Democraten (Open VLD) | 364 609   | 8,33  | 4,80 | 9      | 7             |  |
|                        | Parti du travail de Belgique (PVDA)             | 364 070   | 8,31  | 2,99 | 9      | 5             |  |
|                        | Groen                                           | 319 396   | 7,29  | 2,82 | 9      | 5             |  |
|                        | Voor U                                          | 45 196    | 1,03  | Nv.  | 0      | en stagnation |  |
|                        | Union des francophones (UF)                     | 20 452    | 0,47  | 0,21 | 0      | en stagnation |  |
|                        | Team Fouad Ahidar (TFA)                         | 14 187    | 0,32  | Nv.  | 1      | 1             |  |
|                        | BoerBurgerBelangen (BBB)                        | 13 033    | 0,30  | Nv.  | 0      | en stagnation |  |
|                        | DierAnimal                                      | 8 485     | 0,19  | 0,68 | 0      | en stagnation |  |
|                        | Volt Europa                                     | 7 678     | 0,18  | Nv.  | 0      | en stagnation |  |
|                        | Partij voor de Bomen (PvdB)                     | 3 771     | 0,09  | Nv.  | 0      | en stagnation |  |
|                        | L99                                             | 2 566     | 0,06  | Nv.  | 0      | en stagnation |  |
|                        |                                                 |           |       |      |        |               |  |
| Votes valides          | Votes valides                                   | 4 379 440 | 95,30 |      |        |               |  |
| Votes blancs et nuls   | Votes blancs et nuls                            | 216 121   | 4,70  |      |        |               |  |
| Total                  | Total                                           | 4 595 561 | 100   | –    | 124    | en stagnation |  |
| Abstentions            | Abstentions                                     | 318 157   | 6,47  |      |        |               |  |
| Inscrits/Participation | Inscrits/Participation                          | 4 913 718 | 93,53 |      |        |               |  |

### Formation gouvernementale
L'élection voit le recul de l'Open Vld, de Groen, du CD&V et de la N-VA, ainsi qu'une progression du Vlaams Belang, de Vooruit et du PVDA. La coalition N-VA - CD&V - Open Vld du gouvernement Jambon n'est pas reconductible (56/124). L'Open Vld et Groen annoncent souhaiter rester dans l'opposition,. À moins de considérer une coalition avec le Vlaams Belang et ainsi rompre le cordon sanitaire, la seule majorité possible nécessite une tripartite associant la N-VA, le CD&V et Vooruit (65/124).
Le 14 juin 2024, après une rencontre avec Sammy Mahdi (CD&V) et Melissa Depraetere (Vooruit), Bart De Wever (N-VA) annonce rédiger une note préliminaire devant servir de base aux négociations entre les trois partis. Cette note est remise le 18 juin pour être relue et amendée. Le 19 juin 2024, Matthias Diependaele (N-VA) est appelé à former le gouvernement, Vooruit et le CD&V annonçant qu'ils sont prêts à entamer des négociations. Il est assisté de Zuhal Demir, de Ben Weyts et d'Annick De Ridder. Le gouvernement prend ses fonctions le 30 septembre.

## Parlement de Wallonie

### Résultats
|                        |                                          |           |       |      |        |               |
| Parti                  | Parti                                    | Voix      | %     | +/-  | Sièges | +/-           |
|                        | Mouvement réformateur (MR)               | 612 010   | 29,58 | 8,16 | 26     | 6             |
|                        | Parti socialiste (PS)                    | 480 003   | 23,20 | 2,97 | 19     | 4             |
|                        | Les Engagés (LE)                         | 427 167   | 20,65 | 9,65 | 17     | 7             |
|                        | Parti du travail de Belgique (PTB)       | 250 146   | 12,09 | 1,59 | 8      | 2             |
|                        | Ecolo                                    | 144 103   | 6,97  | 7,51 | 5      | 7             |
|                        | Chez Nous (CN)                           | 58 565    | 2,83  | Nv.  | 0      | en stagnation |
|                        | Démocrate fédéraliste indépendant (DéFI) | 55 752    | 2,69  | 1,45 | 0      | en stagnation |
|                        | Collectif Citoyen (CC)                   | 33 167    | 1,60  | 0,29 | 0      | en stagnation |
|                        | Reprise en Main Citoyenne (RMC)          | 6 259     | 0,30  | Nv.  | 0      | en stagnation |
|                        |                                          |           |       |      |        |               |
| Votes valides          | Votes valides                            | 2 068 766 | 91,51 |      |        |               |
| Votes blancs et nuls   | Votes blancs et nuls                     | 191 923   | 8,49  |      |        |               |
| Total                  | Total                                    | 2 260 689 | 100   | –    | 75     | en stagnation |
| Abstentions            | Abstentions                              | 343 395   | 13,19 |      |        |               |
| Inscrits/Participation | Inscrits/Participation                   | 2 604 084 | 86,81 |      |        |               |

### Formation gouvernementale
L'élection voit de la victoire du MR et des Engagés (ex-cdH) au détriment du PS, d'Ecolo et du PTB, signifiant un basculement à droite de la Wallonie. La coalition arc-en-ciel (PS-MR-Ecolo) en vigueur sous le gouvernement Di Rupo III reste théoriquement possible (50/75), mais elle est rendue impossible par la décision du PS de rester dans l'opposition. Dès le 11 juin 2024, soit deux jours après le scrutin, Georges-Louis Bouchez et Maxime Prévot annoncent lancer des négociations pour former un gouvernement MR-LE (43/75).
Une série de consultations de différents organismes de la société civile commence le 18 juin en commençant d'abord par les organisations patronales (dont le VOKA, représentant le patronat flamand) puis en enchaînant avec les syndicats.
Le 11 juillet 2024, Georges-Louis Bouchez et Maxime Prévot annoncent la formation d'une coalition Azur composée de leurs partis respectifs en Wallonie et en Fédération Wallonie-Bruxelles. L'accord de gouvernement est validé par les militants des deux partis le 13 juillet 2024.

## Parlement de la Région de Bruxelles-Capitale

### Têtes de liste

#### Listes francophones
| N° liste | Parti | Parti                                    | Tête de liste           |
| -------- | ----- | ---------------------------------------- | ----------------------- |
| 2        |       | Mouvement réformateur (MR)               | David Leisterh          |
| 4        |       | Parti socialiste (PS)                    | Ahmed Laaouej           |
| 5        |       | Volt Europa                              | Carlo Giudice           |
| 6        |       | Les Engagés                              | Christophe De Beukelaer |
| 8        |       | Parti du travail de Belgique (PTB)       | Françoise De Smedt      |
| 13       |       | Démocrate fédéraliste indépendant (DéFI) | Bernard Clerfayt        |
| 14       |       | Ecolo                                    | Zakia Khattabi          |
| 20       |       | Collectif Citoyen                        | Mehdi Minyaoui          |
| 28       |       | Plan B                                   | Christophe Magdalijns   |
| 29       |       | Transparence                             | Faouzia Chiadekh        |
| 30       |       | Viva Palestina                           | Dyab Abou Jahjah        |

#### Listes néerlandophones
| N° liste | Parti | Parti                                           | Tête de liste       |
| -------- | ----- | ----------------------------------------------- | ------------------- |
| 1        |       | Vlaams Belang                                   | Bob De Brabandere   |
| 3        |       | Open Vlaamse Liberalen en Democraten (Open VLD) | Sven Gatz           |
| 10       |       | Nieuw-Vlaamse Alliantie (N-VA)                  | Cieltje Van Achter  |
| 15       |       | Groen                                           | Elke Van den Brandt |
| 16       |       | Christen-Democratisch en Vlaams (cd&v)          | Benjamin Dalle      |
| 17       |       | Voor U                                          | Ava Basiri          |
| 19       |       | Team Fouad Ahidar                               | Fouad Ahidar        |
| 25       |       | Vooruit.brussels                                | Ans Persoons        |
| 26       |       | Partij van de Arbeid (PVDA)                     | Jan Busselen        |
| 27       |       | Volt Europa                                     | Hans Van Gaever     |

### Résultats
|                                  |                                                 |         |       |      |        |               |  |  |  |  |  |  |  |  |
| Liste                            | Liste                                           | Voix    | %     | +/-  | Sièges | +/-           |  |  |  |  |  |  |  |  |
| Collège électoral francophone    |                                                 |         |       |      |        |               |  |  |  |  |  |  |  |  |
|                                  | Mouvement réformateur (MR)                      | 101 157 | 25,95 | 9,08 | 20     | 7             |  |  |  |  |  |  |  |  |
|                                  | Parti socialiste (PS)                           | 85 929  | 22,05 | 0,02 | 16     | 1             |  |  |  |  |  |  |  |  |
|                                  | Parti du travail de Belgique (PTB)              | 81 542  | 20,92 | 7,45 | 15     | 5             |  |  |  |  |  |  |  |  |
|                                  | Les Engagés (LE)                                | 41 640  | 10,68 | 3,10 | 8      | 2             |  |  |  |  |  |  |  |  |
|                                  | Ecolo                                           | 38 386  | 9,85  | 9,27 | 7      | 8             |  |  |  |  |  |  |  |  |
|                                  | Démocrate fédéraliste indépendant (DéFI)        | 31 614  | 8,11  | 5,70 | 6      | 4             |  |  |  |  |  |  |  |  |
|                                  | Collectif Citoyen (CC)                          | 5 642   | 1,45  | 0,93 | 0      | en stagnation |  |  |  |  |  |  |  |  |
|                                  | Volt Europa                                     | 1 531   | 0,39  | Nv.  | 0      | en stagnation |  |  |  |  |  |  |  |  |
|                                  | Transparence                                    | 1 282   | 0,33  | Nv.  | 0      | en stagnation |  |  |  |  |  |  |  |  |
|                                  | Plan B                                          | 1 038   | 0,27  | 0,02 | 0      | en stagnation |  |  |  |  |  |  |  |  |
| Total                            | Total                                           | 389 761 | 100   | –    | 72     | en stagnation |  |  |  |  |  |  |  |  |
| Collège électoral néerlandophone |                                                 |         |       |      |        |               |  |  |  |  |  |  |  |  |
|                                  | Groen                                           | 18 345  | 22,82 | 2,21 | 4      | en stagnation |  |  |  |  |  |  |  |  |
|                                  | Team Fouad Ahidar (TFA)                         | 13 242  | 16,47 | Nv.  | 3      | 3             |  |  |  |  |  |  |  |  |
|                                  | Nieuw-Vlaamse Alliantie (N-VA)                  | 9 571   | 11,91 | 6,06 | 2      | 1             |  |  |  |  |  |  |  |  |
|                                  | Open Vlaamse Liberalen en Democraten (Open VLD) | 8 537   | 10,62 | 5,17 | 2      | 1             |  |  |  |  |  |  |  |  |
|                                  | Vlaams Belang (VB)                              | 8 475   | 10,54 | 2,20 | 2      | 1             |  |  |  |  |  |  |  |  |
|                                  | Vooruit.brussels                                | 8 045   | 10,01 | 5,05 | 2      | 1             |  |  |  |  |  |  |  |  |
|                                  | Partij van de Arbeid (PVDA)                     | 5 619   | 6,99  | 2,72 | 1      | en stagnation |  |  |  |  |  |  |  |  |
|                                  | Christen-Democratisch en Vlaams (CD&V)          | 5 102   | 6,35  | 1,12 | 1      | en stagnation |  |  |  |  |  |  |  |  |
|                                  | Viva Palestina                                  | 1 944   | 2,42  | Nv.  | 0      | en stagnation |  |  |  |  |  |  |  |  |
|                                  | Voor U                                          | 930     | 1,16  | Nv.  | 0      | en stagnation |  |  |  |  |  |  |  |  |
|                                  | Volt Europa                                     | 569     | 0,71  | Nv.  | 0      | en stagnation |  |  |  |  |  |  |  |  |
| Total                            | Total                                           | 80 379  | 100   | –    | 17     | en stagnation |  |  |  |  |  |  |  |  |
|                                  |                                                 |         |       |      |        |               |  |  |  |  |  |  |  |  |
| Suffrages exprimés               | Suffrages exprimés                              | 470 140 | 93,89 |      |        |               |  |  |  |  |  |  |  |  |
| Votes blancs et invalides        | Votes blancs et invalides                       | 30 619  | 6,11  |      |        |               |  |  |  |  |  |  |  |  |
| Total                            | Total                                           | 500 759 | 100   | –    | 89     | en stagnation |  |  |  |  |  |  |  |  |
| Abstentions                      | Abstentions                                     | 96 390  | 16,14 |      |        |               |  |  |  |  |  |  |  |  |
| Inscrits/Participation           | Inscrits/Participation                          | 597 149 | 83,86 |      |        |               |  |  |  |  |  |  |  |  |

### Formation gouvernementale
Du côté francophone, l'élection voit la montée du MR, du PTB et (plus modestement) des Engagés (ex-cdH). Ecolo et DéFI perdent la moitié de leurs sièges tandis que le PS, en recul léger, parvient à se maintenir.
Du côté néerlandophone, la N-VA, l'Open Vld et Vooruit perdent tous un siège tandis que Groen reste stable et que le Vlaams Belang en obtient un. Le véritable bouleversement se situe du côté de la liste Team Fouad Ahidar, lancée par l'ex-député bruxellois de Vooruit, qui se caractérise par son importance donnée à la « défense de la communauté musulmane » et aux valeurs religieuses ; la liste obtient trois sièges et devient la deuxième force politique néerlandophone à Bruxelles.
La coalition PS-Ecolo-DéFI-Groen-Open Vld-Vooruit du gouvernement Vervoort III n'est pas reconductible, n'ayant plus que 37 sièges sur 89 ; les majorités tant francophone (29/72) que néerlandophone (8/17) sont également perdues. L'Open Vld et Ecolo annoncent également souhaiter rester dans l'opposition,. Alors que Paul Magnette avait annoncé que le PS resterait également dans l'opposition à tous les niveaux, Ahmed Laaouej déclare que la fédération bruxelloise du parti est prête à monter dans une majorité régionale. Le 11 juin, le MR et LE déclarent s'allier pour mener des négociations à Bruxelles.
La mise en place du gouvernement pose de nombreux problèmes. Tout d'abord, alors que le MR et Groen sont chacun incontournables dans leur collège linguistique respectif, la volonté du MR de supprimer le plan Good Move mis en place par Groen sous la législature précédente suscite des tensions entre Georges-Louis Bouchez et Elke Van den Brandt avant même le début des négociations. Ensuite, la Team Fouad Ahidar se révèle nécessaire pour former une coalition néerlandophone se limitant à trois partis (un quatrième parti devrait se passer de poste ministériel), mais la ligne politique d'Ahidar fait polémique, Guy Vanhengel (Open Vld) accusant le nouveau parti d'être « axé sur la charia ».

## Parlement de la Communauté germanophone

### Têtes de liste
| Parti | Parti       | Tête de liste       |
| ----- | ----------- | ------------------- |
|       | PFF-MR      | Gregor Freches      |
|       | SP          | Antonios Antoniadis |
|       | CSP         | Jérôme Franssen     |
|       | Vivant      | Michael Balter      |
|       | ProDG       | Oliver Paasch       |
|       | Ecolo       | Fabienne Colling    |
|       | Liste24.dg  | Gerhard Schmitz     |
|       | HUPPERTZ+CO | Jolyn Huppertz      |

### Résultats
|                        |                                              |        |       |      |        |               |
| Liste                  | Liste                                        | Voix   | %     | +/-  | Sièges | +/-           |
|                        | ProDG                                        | 11 654 | 29,10 | 5,77 | 8      | 2             |
|                        | Christlich Soziale Partei (CSP)              | 7 920  | 19,78 | 3,36 | 5      | 1             |
|                        | Vivant                                       | 5 700  | 14,23 | 0,58 | 4      | 1             |
|                        | SP Regionalverband Ostbelgien (SP)           | 5 473  | 13,67 | 1,18 | 3      | 1             |
|                        | Partei für Freiheit und Fortschritt (PFF-MR) | 4 817  | 12,03 | 0,67 | 3      | en stagnation |
|                        | Ecolo                                        | 3 644  | 9,10  | 3,41 | 2      | 1             |
|                        | Huppertz+CO                                  | 666    | 1,66  | Nv.  | 0      | en stagnation |
|                        | Liste24.dg                                   | 173    | 0,43  | Nv.  | 0      | en stagnation |
|                        |                                              |        |       |      |        |               |
| Votes valides          | Votes valides                                | 40 047 | 92,29 |      |        |               |
| Votes blancs et nuls   | Votes blancs et nuls                         | 3 346  | 7,71  |      |        |               |
| Total                  | Total                                        | 43 393 | 100   | –    | 25     | en stagnation |
| Abstentions            | Abstentions                                  | 6 259  | 12,61 |      |        |               |
| Inscrits/Participation | Inscrits/Participation                       | 49 652 | 87,39 |      |        |               |

### Formation gouvernementale
L'élection voit la grande victoire de ProDG qui gagne deux sièges ainsi qu'une progression de Vivant qui en gagne un. L'ensemble des autres formations politiques perdent un siège à l'exception du PFF qui reste stable. La coalition ProDG, SP et PFF du gouvernement Paasch II est théoriquement reconductible (14/25).
Le 13 juin 2024, soit quatre jours à peine après l'élection, il est annoncé que ProDG, le CSP et le PFF ont conclu un accord de coalition et qu'Oliver Paasch serait, pour la troisième fois consécutive, à la tête du gouvernement germanophone doté cette fois-ci d'une majorité de 16 sièges sur 25. Ce changement de majorité est historique puisque les socialistes basculent dans l'opposition pour la première fois depuis 1990 tandis que les démocrates chrétiens reviennent au pouvoir après 25 années d'opposition. Le nouveau gouvernement est installé le 1er juillet 2024, soit le jour de l'ouverture de la nouvelle législature parlementaire.